# Chetostoma admirandum
Chetostoma admirandum är en tvåvingeart som först beskrevs av Erich Martin Hering 1953.  Chetostoma admirandum ingår i släktet Chetostoma och familjen borrflugor. Inga underarter finns listade i Catalogue of Life.